# Campeonato Pernambucano de Futebol de 2009 - Série A2
O Campeonato Pernambucano de Futebol - Série A2 de 2009 foi a 16ª edição da segunda divisão do futebol de Pernambuco. Doze times disputariam o título, mas o Surubim Futebol Clube foi eliminado por não apresentar um estádio em condições apropriadas.

## Participantes
| Equipe                            | Cidade                  | Região                                       | Em 2008                      | Estádio                            | Capacidade | Títulos        | Participações |
| --------------------------------- | ----------------------- | -------------------------------------------- | ---------------------------- | ---------------------------------- | ---------- | -------------- | ------------- |
| 1º de Maio Esporte Clube          | Petrolina               | Microrregião de Petrolina                    | Primeira Fase                | Paulo de Souza Coelho              | 5.000      | 0 (não possui) | 10            |
| Ferroviário Esporte Clube do Cabo | Cabo de Santo Agostinho | Região Metropolitana do Recife               | Primeira Fase                | Gileno de Carli                    | 2.000      | 0 (não possui) | 7             |
| Pesqueira Futebol Clube           | Pesqueira               | Microrregião do Vale do Ipojuca              | Primeira Fase                | Joaquim José de Brito              | 1.800      | 0 (não possui) | 4             |
| Afogadense Futebol Clube          | Afogados da Ingazeira   | Microrregião do Pajeú                        | Primeira Fase                | Valdemar Viana de Araújo           | 1.000      | 0 (não possui) | 4             |
| América Futebol Clube             | Recife                  | Região Metropolitana do Recife               | Primeira Fase                | José Joaquim Albertins             | 5.500      | 0 (não possui) | 8             |
| Clube Atlético Pernambucano       | Água Preta              | Microrregião da Mata Meridional Pernambucana | Primeira Fase                | José Benedito da Silveira Coutinho | 1.500      | 0 (não possui) | 2             |
| Flamengo Sport Club de Arcoverde  | Arcoverde               | Microrregião do Sertão do Moxotó             | Primeira Fase                | Áureo Bradley                      | 5.000      | 1 (1996)       | 7             |
| Belo Jardim Futebol Clube         | Belo Jardim             | Microrregião do Vale do Ipojuca              | Primeira Fase                | Mendonção                          | 5.230      | 0 (não possui) | 4             |
| Centro Limoeirense de Futebol     | Limoeiro                | Microrregião do Médio Capibaribe             | Rebaixado da Série A1 - 2008 | José Vareda                        | 4.000      | 0 (não possui) | 11            |
| Vera Cruz Futebol Clube           | Vitória de Santo Antão  | Microrregião de Vitória de Santo Antão       | Rebaixado da Série A1 - 2008 | Severino Cândido Carneiro          | 10.000     | 1 (2006)       | 4             |
| Araripina Futebol Clube           | Araripina               | Microrregião do Araripe                      | Estreante                    | Chapadão do Araripe                | 5.000      | 0 (não possui) | 1             |

## Resultados

### Primeira fase

#### Grupo A
| Classificação | Classificação            | Classificação | Classificação | Classificação | Classificação | Classificação | Classificação | Classificação | Classificação |
|               | Time                     | Pts           | J             | V             | E             | D             | GP            | GC            | SG            |
| ------------- | ------------------------ | ------------- | ------------- | ------------- | ------------- | ------------- | ------------- | ------------- | ------------- |
| 1             | Pesqueira                | 19            | 10            | 6             | 1             | 3             | 15            | 10            | 5             |
| 2             | Araripina                | 16            | 10            | 4             | 4             | 2             | 13            | 5             | 8             |
| 3             | Afogadense               | 14            | 10            | 4             | 2             | 4             | 15            | 12            | 3             |
| 4             | Belo Jardim              | 13            | 10            | 4             | 1             | 5             | 11            | 11            | 0             |
| 5             | 1º de Maio[a]            | 5             | 10            | 5             | 2             | 3             | 9             | 14            | -5            |
| 6             | Flamengo de Arcoverde[b] | 0             | 10            | 2             | 0             | 8             | 8             | 19            | -11           |

| Jogos       | Jogos | Jogos | Jogos | Jogos | Jogos | Jogos |
|             | AFO   | BJD   | PES   | FLA   | PRI   | ARA   |
| ----------- | ----- | ----- | ----- | ----- | ----- | ----- |
| Afogadense  | ---   | 2-1   | 1-2   | 3-0   | 4-0   | 0-0   |
| Belo Jardim | 1-0   | ---   | 1-2   | 1-2   | 0-0   | 2-1   |
| Pesqueira   | 5-2   | 2-1   | ---   | 2-0   | 0-1   | 0-0   |
| Flamengo    | 1-2   | 0-2   | 3-1   | ---   | 0-1   | 1-2   |
| 1º de Maio  | 1-1   | 2-1   | 1-0   | 2-1   | ---   | 1-1   |
| Araripina   | 1-0   | 0-0   | 0-1   | 3-1   | 5-0   | ---   |

#### Grupo B
| Classificação | Classificação         | Classificação | Classificação | Classificação | Classificação | Classificação | Classificação | Classificação | Classificação |
|               | Time                  | Pts           | J             | V             | E             | D             | GP            | GC            | SG            |
| ------------- | --------------------- | ------------- | ------------- | ------------- | ------------- | ------------- | ------------- | ------------- | ------------- |
| 1             | Vera Cruz             | 23            | 10            | 7             | 2             | 1             | 17            | 5             | 12            |
| 2             | Atlético Pernambucano | 19            | 10            | 6             | 1             | 3             | 11            | 7             | 4             |
| 3             | Centro Limoeirense    | 17            | 10            | 5             | 2             | 3             | 11            | 9             | 2             |
| 4             | Ferroviário           | 15            | 10            | 4             | 3             | 3             | 10            | 12            | -2            |
| 5             | América               | 11            | 10            | 3             | 2             | 5             | 8             | 14            | -6            |
| 6             | Surubim               | Eliminado[c]  | Eliminado[c]  | Eliminado[c]  | Eliminado[c]  | Eliminado[c]  | Eliminado[c]  | Eliminado[c]  | Eliminado[c]  |

| Jogos       | Jogos | Jogos | Jogos | Jogos | Jogos | Jogos |
|             | VRC   | CEN   | AME   | ATL   | FER   | SUR   |
| ----------- | ----- | ----- | ----- | ----- | ----- | ----- |
| Vera Cruz   | ---   | 2-0   | 1-0   | 1-0   | 1-1   | 1-0   |
| Centro Lim. | 1-1   | ---   | 1-1   | 1-0   | 2-0   | 1-0   |
| América     | 2-4   | 1-3   | ---   | 0-1   | 1-1   | 1-0   |
| Atlético PE | 1-0   | 2-1   | 3-0   | ---   | 2-2   | 1-0   |
| Ferroviário | 0-5   | 2-0   | 0-1   | 2-0   | ---   | 1-0   |
| Surubim[c]  | 0-1   | 0-1   | 0-1   | 0-1   | 0-1   | ---   |

- a O 1º de Maio perdeu doze pontos por escalar um jogador irregular em duas partidas.
- b O Flamengo perdeu seis pontos por escalar um jogador irregular em uma partida.
- c Por não apresentar um estádio que atendesse às especificações do regulamento, o Surubim foi eliminado da competição. Todos os seus jogos foram considerados perdidos por 1 a 0.

### Segunda fase

#### Grupo C
| Classificação | Classificação         | Classificação | Classificação | Classificação | Classificação | Classificação | Classificação | Classificação | Classificação |
|               | Time                  | Pts           | J             | V             | E             | D             | GP            | GC            | SG            |
| ------------- | --------------------- | ------------- | ------------- | ------------- | ------------- | ------------- | ------------- | ------------- | ------------- |
| 1             | Ferroviário           | 11            | 6             | 3             | 2             | 1             | 9             | 6             | 3             |
| 2             | Afogadense            | 10            | 6             | 3             | 1             | 2             | 8             | 7             | 1             |
| 3             | Pesqueira             | 7             | 6             | 2             | 1             | 3             | 6             | 8             | -2            |
| 4             | Atlético Pernambucano | 5             | 6             | 1             | 2             | 3             | 5             | 7             | -2            |

| Jogos       | Jogos | Jogos | Jogos | Jogos |
|             | AFO   | ATL   | FER   | PES   |
| ----------- | ----- | ----- | ----- | ----- |
| Afogadense  | ---   | 1-0   | 1-0   | 2-1   |
| Atlético PE | 2-2   | ---   | 1-0   | 2-0   |
| Ferroviário | 3-2   | 0-0   | ---   | 1-1   |
| Pesqueira   | 1-0   | 2-0   | 1-3   | ---   |

#### Grupo D
| Classificação | Classificação      | Classificação | Classificação | Classificação | Classificação | Classificação | Classificação | Classificação | Classificação |
|               | Time               | Pts           | J             | V             | E             | D             | GP            | GC            | SG            |
| ------------- | ------------------ | ------------- | ------------- | ------------- | ------------- | ------------- | ------------- | ------------- | ------------- |
| 1             | Araripina          | 12            | 6             | 3             | 3             | 0             | 7             | 2             | 5             |
| 2             | Vera Cruz          | 12            | 6             | 3             | 2             | 1             | 10            | 8             | 2             |
| 3             | Belo Jardim        | 6             | 6             | 1             | 3             | 2             | 7             | 7             | 0             |
| 4             | Centro Limoeirense | 2             | 6             | 0             | 2             | 4             | 2             | 9             | -7            |

| Jogos       | Jogos | Jogos | Jogos | Jogos |
|             | ARA   | BJD   | CEN   | VRC   |
| ----------- | ----- | ----- | ----- | ----- |
| Araripina   | ---   | 1-0   | 1-0   | 3-0   |
| Belo Jardim | 1-1   | ---   | 2-0   | 2-2   |
| Centro Lim. | 0-0   | 1-1   | ---   | 1-4   |
| Vera Cruz   | 1-1   | 2-1   | 1-0   | ---   |

### Semifinais
| 9 de agosto | Afogadense    | 1 - 1  | Araripina   | Valdemar Viana de Araújo, Afogados da Ingazeira |
| 15:15       | Cebolinha 47' | súmula | 85' Eduardo | Árbitro: Antônio André                          |

| 9 de agosto | Ferroviário do Cabo | 1 - 1  | Vera Cruz   | Gileno de Carli, Cabo de Santo Agostinho |
| 15:15       | Jefferson 40'       | súmula | 51' Patrick | Árbitro: Émerson Batista                 |

| 16 de agosto | Araripina   | 1 - 1  | Afogadense     | Chapadão do Araripe, Araripina |
| 15:15        | Rogério 66' | súmula | 44' João Paulo | Árbitro: Nielson Nogueira Dias |

| 16 de agosto | Vera Cruz                 | 2 - 0  | Ferroviário do Cabo | Severino Cândido Carneiro, Vitória de Santo Antão |
| 15:15        | Alcimar 12' · Patrick 47' | súmula |                     | Árbitro: Ricardo Tavares                          |

### Final
| 23 de agosto | Araripina | 1 - 2  | Vera Cruz               | Chapadão do Araripe, Araripina |
| 15:15        | Dyego 62' | súmula | 69' Tanque · 71' Tanque | Árbitro: Carlos Costa          |

| 30 de agosto | Vera Cruz | 0 - 2  | Araripina                   | Severino Cândido Carneiro, Vitória de Santo Antão |
| 15:15        |           | súmula | 29' Dyego · 61' Inho Baiano | Árbitro: Émerson Sobral                           |

O Vera Cruz foi campeão por ter uma melhor campanha e precisar de apenas uma vitória nos dois jogos, conseguida na partida de ida.

## Campeão
| Campeão Pernambucano 2009 Série A2             |
| ---------------------------------------------- |
| Vera Cruz Futebol Clube (2º título) Bi Campeão |